# 三ツ星ジョージ
三ツ星ジョージ（みつぼし じょーじ、1978年7月3日 - ）は、かつて吉本興業東海支社で活動していた日本のお笑いタレント。岐阜県岐阜市出身。岐阜県立加納高等学校・大東文化大学卒業。東京NSC12期生。よしもと岐阜県住みます芸人として活動していた。

## 略歴
- 吉本興業が「地域密着型プロジェクト」として、2011年4月27日から開始したプロジェクト「あなたの街に住みますプロジェクト」の｢47都道府県プロジェクト住みます芸人｣の初代岐阜県代表に選ばれる。
- 2012年3月、岐阜県美濃市からのオファーを受け3ヶ月限定で同市に移住し、美濃市に特化した活動を行う[3]。
- 2013年1月、「岐阜県住みます芸人｣を解任される。ポストは飴玉ソング（東京NSC13期生）に交代したが、同年8月にその飴玉ソングが東京進出に伴い「岐阜県住みます芸人｣を辞任したことと、新任の東海支社長が美濃市での働きを評価したため、同年9月に3代目として住みます芸人に復帰した。住みます芸人への復帰は極めて異例のことである。岐阜県住みます芸人のポストは2014年2月ステレオ太陽族が4代目として就任し、三ツ星ジョージ・ステレオ太陽族の２組体制で活動していたが、2016年4月にステレオ太陽族が解散したため、再び三ツ星ジョージの専任ポストとなっている。
- 2015年5月、吉本興業の命を受け長良川鵜飼の観覧船船頭に就任した。2016年・2017年もその任を務めている[4]。
- 2022年3月いっぱいで引退を発表。その後はペット似顔絵師として活動している[5]。

## レギュラー番組

### ラジオ
- FM GIFU「SUZUKI Run Run ランチ」リポーター

## 関連する人物など
- 三根孝彦 - よしもとクリエイティブ・エージェンシー東海支社所属・タックインメンバー。名古屋吉本最古参で、NSC出身の三ツ星にとって師匠的な存在。
- 久世良輔 - タレント・エフエム岐阜パーソナリティ。住みますプロジェクト活動初期、イベントＭＣやパーソナリティで三ツ星の岐阜県での活動の基礎を支える。
- やなな -　2008年から2013年まで岐阜県岐阜市にある柳ケ瀬商店街で活動していた非公式キャラクター。久世におなじく三ツ星の岐阜県での活動の基礎を支える。